# Interrupt request
Interrupt Request (IRQ) är den signal som skickas för att initiera ett avbrott i mikroprocessorer, och därigenom kunna avbryta en pågående bearbetning.
Hos en PC är avbrotten numrerade och olika enheter knyts vanligen till olika avbrottsnummer. Tabellen nedan visar några vanliga hårdvaruavbrott och de enheter som de brukar vara knutna till. Flera av avbrottsnumren kan användas till olika saker, medan andra är reserverade för speciella uppgifter, exempelvis systemklockan.
Avbrottsnummer Traditionell användning
| Avbrottsnummer | Namn                                                  |
| -------------- | ----------------------------------------------------- |
| 0              | Systemklocka                                          |
| 1              | Tangentbord                                           |
| 2              | Programmerbar avbrottshanterare                       |
| 3              | Serieport COM2 (anv. ofta till modem)                 |
| 4              | Serieport COM1 (ofta till seriell mus)                |
| 5              | Andra parallellporten (LPT2) eller ljudkort           |
| 6              | Diskettstyrenhet                                      |
| 7              | Första parallellporten (LPT1) (ofta skrivare)         |
| 8              | Realtidsklocka                                        |
| 9              | Tillgänglig för allmän användning                     |
| 10             | Tillgänglig för allmän användning (ofta nätverkskort) |
| 11             | Tillgänglig för allmän användning                     |
| 12             | Tillgänglig för allmän användning (ofta PS/2-mus)     |
| 13             | Matematikprocessor                                    |
| 14             | Primär IDE-styrenhet (hårddisk + ev. CD-ROM)          |
| 15             | Sekundär IDE-styrenhet (hårddisk + ev. CD-ROM)        |

De flesta moderna system har fler än femton enheter kopplade till sig varvid detta system har blivit föråldrat. Den traditionella IBM PC:n hade endast åtta hårdvaruavbrott detta kom med tiden att bli för få. Det åttonde avbrottet kom senare att bli en brygga mellan de första sju och de resterande. Idag har datorerna utökats med fler avbrott, avbrott för pci-bussen och annat.
Lösningen på hårdvaruavbrott ser olika ut på olika system. Amigan som exempel som hade för sin tid ett mycket avancerat system bestående av en lista på 255 grupper som kunde bestå av 255 hårdvaruavbrott. Jämför 255 x 255 med de åtta som IBM PC och dess kompatibler hade. Unix-system från till exempel Sun Microsystems begränsades enbart av hårddiskens storlek. Ju större hårddisk desto fler hårdvaruavbrott kan systemet ha.
En lösning för pc-systemen är USB-bussen.